# Cetopangasius chaetobranchus
Cetopangasius chaetobranchus – wymarły gatunek sumokształtnej ryby z rodziny Pangasiidae, jedyny znany przedstawiciel rodzaju Cetopangasius.
Żył w okresie miocenu na obszarze obecnej Azji Południowo-Wschodniej. Jego skamieniałości znaleziono w Tajlandii, w prowincji Phetchabun.